# Fonds Edmond Michotte
Le fonds Edmond Michotte est une donation faite en trois phases, entre 1897 et 1913, au Conservatoire royal de Bruxelles par le compositeur et musicographe belge homonyme, d'une partie importante de la bibliothèque privée de Rossini, avec lequel il s'était lié d'amitié.

## Éléments biographiques

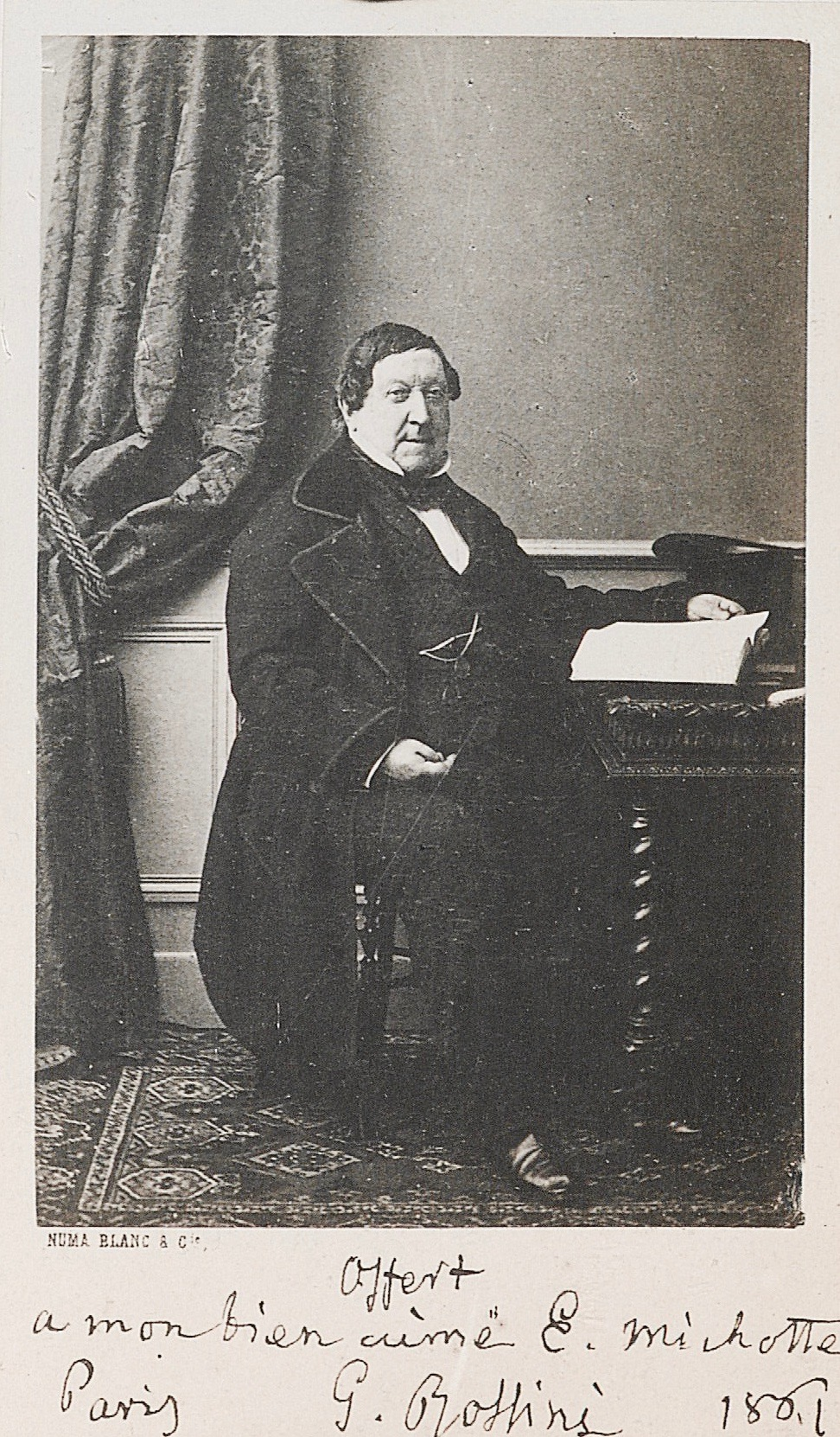
Photo de Rossini par Nadar avec dédicace à E. Michotte, 1861 (Bibliothèque du Conservatoire royal de Bruxelles, B-Bc, FEM-932)

Issu d'une famille belge noble et fortunée, Edmond Michotte (1831-1914) fait ses études en Belgique, puis à Paris. Revenu dans son pays natal après la révolution de 1848, il y entame des études musicales après une candidature en philosophie à l'université libre de Bruxelles. Pianiste et compositeur, il se fera surtout connaître comme virtuose du mattauphone. À partir de 1854 il partage sa vie entre Bruxelles et Paris, où il fréquente les célébrités du monde musical et devient familier de Rossini – pourtant son aîné de quarante ans – qui le considère comme son quasi figlio. Ayant eu l'occasion d'assister à la rencontre de ce dernier avec Richard Wagner en 1860, il publiera un compte-rendu de cet événement. Lorsqu'il regagne définitivement la Belgique en 1870, il devient membre de diverses associations artistiques et préside le conseil de surveillance du Conservatoire royal de Bruxelles auquel il lègue, en différentes étapes, sa vaste collection rossinienne. Il meurt en 1914 à la suite du bombardement de sa maison louvanaise, sans avoir eu l'occasion de réaliser son rêve de créer un musée à la mémoire de son illustre ami et protecteur.

## Le «musée imaginaire» Rossini

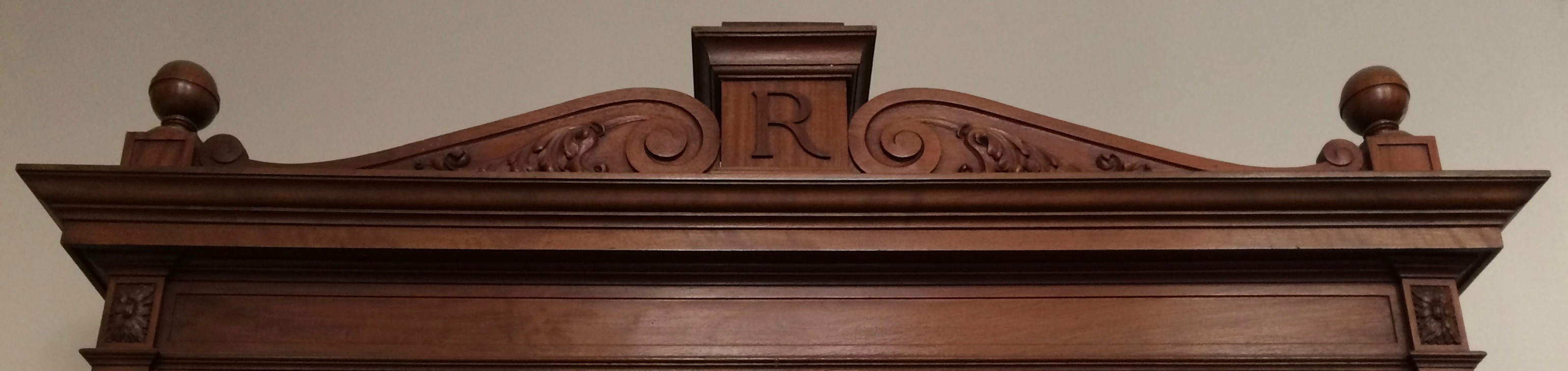
Tête de meuble de la collection Rossini (ancienne salle de réunion du Comité de surveillance du Conservatoire royal de Bruxelles)

Soucieux d'offrir à sa prestigieuse collection un écrin digne de la valeur historique de celle-ci, Edmond Michotte, alors président de la commission de surveillance du Conservatoire royal de Bruxelles, ne lésine pas sur les moyens. Dans l'espoir de rassembler l'entièreté du fonds et de le voir transférer un jour vers un musée autonome, il fait exécuter une série de meubles sculptés surmontés d'un grand « R », de vitrines et de coffrets sur mesure, provisoirement exposés dans une salle du conservatoire non accessible au public. Cependant, le bibliothécaire en fonction ne souhaitant pas soustraire à ce dernier la totalité de la collection – une partie restera en effet intégrée à la bibliothèque –, celle-ci ne sera jamais réunifiée, avortant la création projetée du musée.

## Le Fonds
Apprécié des spécialistes de Rossini pour la rareté de certains documents, le fonds Michotte est composé essentiellement de pièces provenant de la bibliothèque personnelle du compositeur pésarien: partitions autographes et imprimées, livres, livrets d'opéra et publications diverses, correspondance, matériel iconographique et objets variés.

### Partitions autographes et imprimées

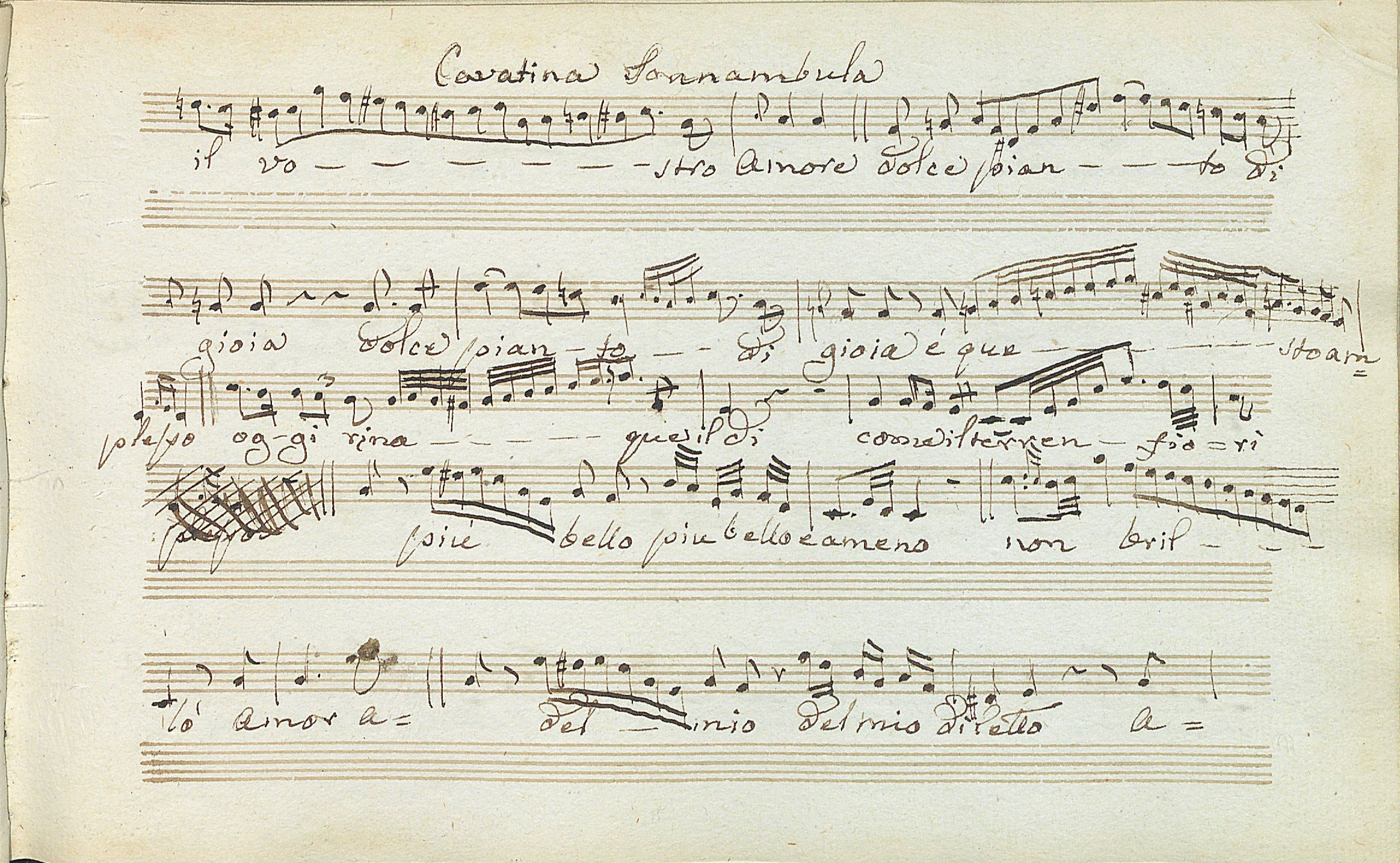
Cavatine de La Somnambule (s.d.) (Bibliothèque du Conservatoire royal de Bruxelles, B-Bc, FEM-881)

Riche de près de trois-cents manuscrits musicaux dont 26 autographes, la majeure partie de ceux-ci concernent des œuvres de Rossini, y compris cent quatre-vingt compositions représentant le répertoire lyrique – des airs, des fragments ou des variations en grande partie inédits – de la soprano Isabella Colbran (1785-1845), sa première épouse et créatrice acclamée de nombreux rôles rossiniens, ainsi que de la musique vocale et instrumentale.  
Le manuscrit le plus remarquable dans cette section est sans aucun doute la partition autographe du mélodrame Mathilde de Shabran (1821) – une œuvre mineure du compositeur, mais la seule à avoir atterri en Belgique, fût-ce de manière incomplète – faisant la lumière sur l'évolution rossinienne dans l'art du bel canto.
Parmi la quarantaine de manuscrits d'autres compositeurs, la version autographe de Six polonaises D 824, op. 61 de Schubert, dont on ignore encore comment elle a pu aboutir entre les mains de Rossini, fait partie des raretés de cette collection.

### Livres, livrets et publications diverses
Le fonds Michotte comprend en outre quatre cent-vingt titres d'éditions musicales, dont approximativement cent vingt de Rossini et trois cents publications italiennes ou françaises du XIXe siècle, ainsi qu'une édition complète des œuvres de J.S. Bach et des symphonies de Beethoven. Elle est complémentée par une précieuse collection de livrets des premières représentations des ouvrages du compositeur pésarien, rassemblés et soigneusement reliés par le père de celui-ci.
D'autres publications, dont beaucoup contiennent une dédicace à Rossini, sont de nature variée et proviennent indubitablement des étagères du musicien, comme ces éditions de 1818 de La Divine Comédie de Dante et de 1821 du Répertoire général du théâtre français. 

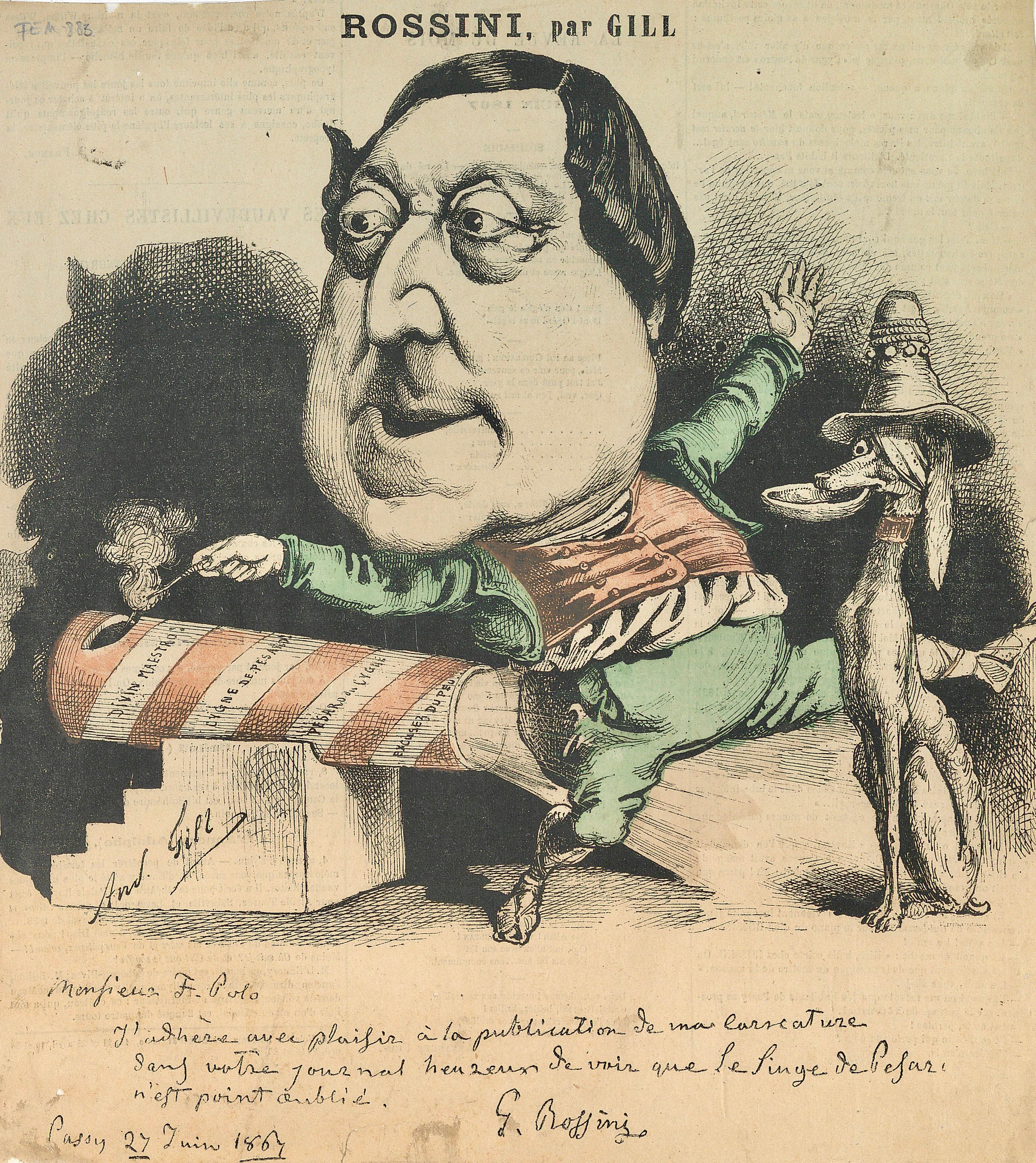
Caricature de Rossini par A. Gill, 1864: "Monsieur Polo, J'adhère avec plaisir à la publication de ma caricature dans votre journal. Heureux de voir que le singe de Pesaro n'est point oublié. G. Rossini" (Bibliothèque du Conservatoire royal de Bruxelles, B-Bc, FEM-883)

Des monographies et des articles de presse ou des caricatures consacrées à Rossini, ainsi que quelques programmes imprimés des Soirées musicales – concerts privés organisés à Paris par le compositeur et Olympe Pélissier, sa seconde épouse, – viennent témoigner éloquemment du goût esthétique de l'époque. 

### Correspondance

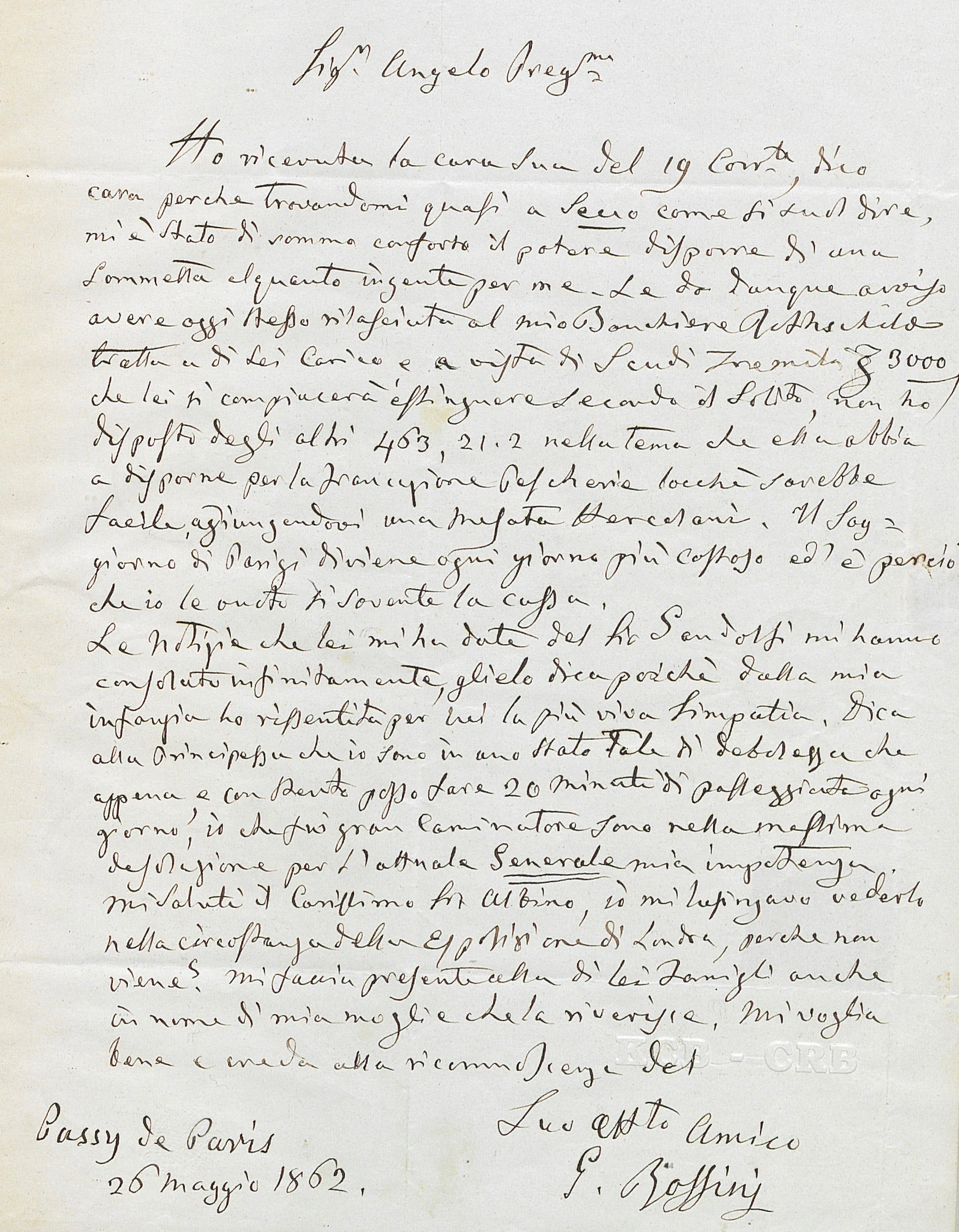
Lettre de Rossini à son secrétaire, Angelo Mignani, le 26 mai 1862 (Bibliothèque du Conservatoire royal de Bruxelles, B-Bc, FEM-588)

La collection compte plus de deux cents lettres et textes manuscrits de nature assez disparate – invitations, programmes, poésies élégiaques, inventaires de mobilier, condoléances ou la liste – impressionnante – des personnages présents à l'enterrement du musicien. La correspondance, dont la moitié est autographe, inclut une trentaine de lettres écrites par Rossini à son administrateur bolognais, Angelo Mignani, les autres étant adressées au compositeur lui-même.

### Matériel iconographique et objets variés
La partie iconographique du fonds, représentant quelque cent cinquante images, inclut des lithographies de Rossini jeune, des photos – dont celles de Nadar – du compositeur âgé, de ses funérailles et de son exhumation, ou encore des portraits de ses parents. Y sont présentes également quelques gravures de la Colbran.

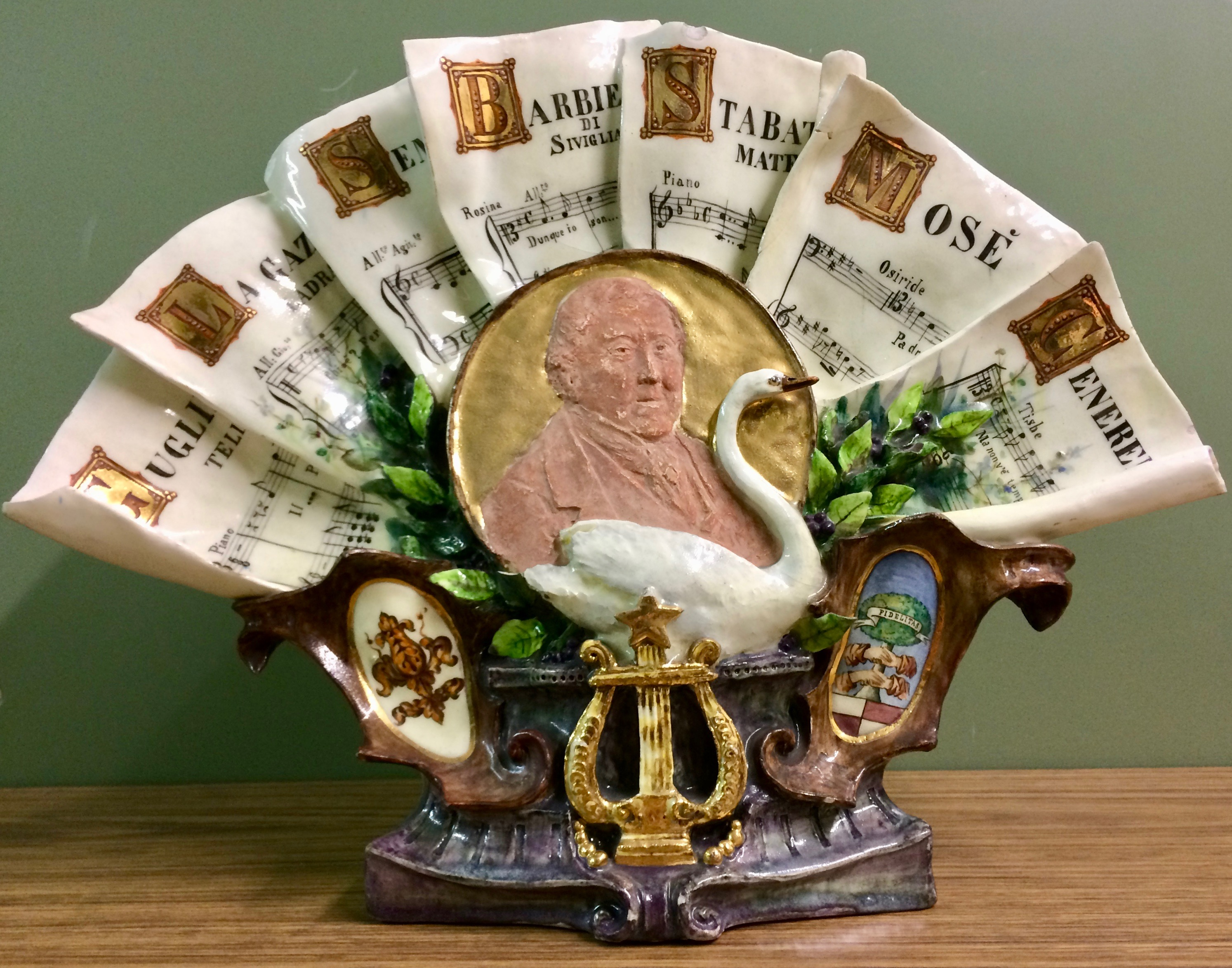
Vase allégorique représentant Rossini comme le "cygne de Pesaro" (Conservatoire royal de Bruxelles, Fonds E. Michotte)

Une dizaine d'objets personnels viennent enrichir cette section. L'un des plus surprenants est un vase en forme d'éventail, comprenant sept citations musicales de Rossini et représentant une allégorie du « cygne de Pesaro ». S'y ajoutent un buste miniature en biscuit du compositeur, un taille-papier, un pince-nez et une épingle à cravate offerte par Bellini. Une paire de mitaines effilochées et un rameau de buis béni utilisé lors de ses funérailles, rappellent les derniers moments du légendaire auteur du Barbier de Séville. 
Encore largement inexploré, le fonds Michotte représente une source incontournable pour les musicologues et historiographes rossiniens.

### Bibliographie

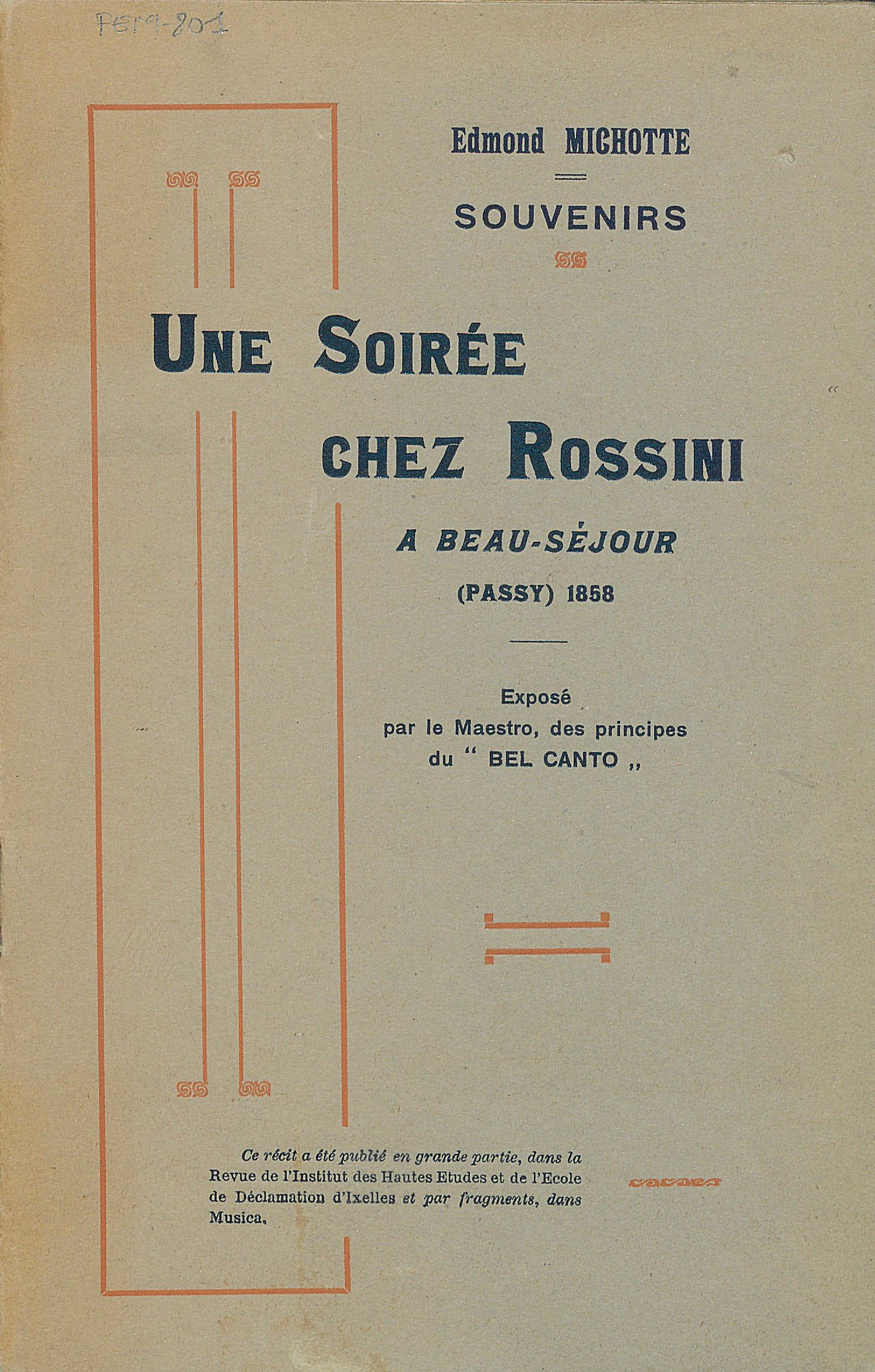
Compte-rendu d'E. Michotte (Bibliothèque du Conservatoire royal de Bruxelles, B-Bc, FEM-801)